# Gomphomastax kashmirica
Gomphomastax kashmirica är en insektsart som beskrevs av Balderson och X.-c. Yin 1991. Gomphomastax kashmirica ingår i släktet Gomphomastax och familjen Eumastacidae. Inga underarter finns listade i Catalogue of Life.